# Bruno P. Zehnder
Bruno «Pinguin» Zehnder (* 8. September 1945 in Bad Ragaz; † 7. Juli 1997 bei der Mirny-Station in der Antarktis) war ein Schweizer Fotograf. Er spezialisierte sich auf Pinguine, da er besonders von den Kaiserpinguinen und ihrem Leben auf dem Packeis sehr fasziniert war.

## Leben
Nach einer kaufmännischen Ausbildung und Aufenthalten in London und Paris zog es Bruno Zehnder weiter in die Welt hinaus. Auf seinen ausgedehnten Reisen gelangte er in den 1970er Jahren nach Japan. Dort wandte er sich der Fotografie zu.
Als Steward auf einem dänischen Schiff reiste er 1975 erstmals in die Antarktis. Zurück in Japan feierte er mit einer ersten Serie von Pinguinfotos erste Erfolge. Ab 1979 lebte er in New York, wo er nach einer Ausstellung bei Nikon seine Karriere als Fotograf fortsetzte. 1988 zierten seine Kaiserpinguine die Kreditkarte von VISA und 1990 das Cover des Time Magazine.
Es zog Bruno P. Zehnder immer wieder zu den Pinguinen aufs Eis, wo er für ein einziges Bild oftmals fünf oder mehr Stunden auf einer Isolationsmatte verbracht haben soll. Seine Fotos und sein Engagement für die Umwelt trugen ihm internationale Anerkennung ein. Er erhielt unter anderem die «Fellowship of the Royal Geographical Society», den «Environmental Award» der UN und post mortem den «Award for Excellence», ebenfalls von den Vereinten Nationen.
Nachdem es Zehnder 1988 ermöglicht wurde, die 34. sowjetische Antarktis-Expedition zu begleiten, hielt er sich regelmässig in der russischen Forschungsstation Mirny auf, in deren Umgebung sich das Brutverhalten der Kaiserpinguine ideal beobachten lässt. Seine letzte Reise dorthin unternahm er im antarktischen Winter 1997. Am 7. Juli zwang ihn ein rasanter Wetterwechsel zur Umkehr. Im Sturm orientierungslos geworden, verfehlte er die Station um rund 50 Meter. Zwei Tage danach wurde sein erfrorener Körper geborgen, der neben russischen Expeditionsteilnehmern auf der Buromski-Insel beigesetzt wurde.

## Nach seinem Tod
Seit 2002 sind Bruno P. Zehnders Fotos schweizweit in der Wanderausstellung «Unter Pinguinen» zu sehen. Im Rahmen dieser Ausstellung wurde 2003 in seinem Heimatort Bad Ragaz ein Gedenkstein mit einer Pinguinfamilie enthüllt.
Ein für 2006 angekündigtes Biopic mit dem Titel «Emperor Zehnder», in dem Richard Gere den Schweizer Fotografen darstellen sollte, wurde nicht realisiert.